# Karel Engliš

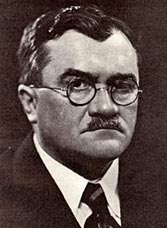
Karel Engliš (1931)

Karel Engliš (* 17. August 1880 in Hrabyně; † 15. Juni 1961 ebenda) war ein tschechischer Ökonom, Politikwissenschaftler und Begründer der teleologischen Wirtschaftstheorie.
Engliš war der erste Rektor der Masaryk-Universität Brünn und von 1947 bis 1948 Rektor der Karls-Universität in Prag. Gemeinsam mit Alois Rašín war er als Finanzminister maßgeblich an der tschechoslowakischen Währungsreform nach dem Ersten Weltkrieg beteiligt. Von 1934 bis 1938 war er Gouverneur der Tschechoslowakischen Nationalbank.

## Leben
Das neunte Kind eines Dorfmetzgers wuchs in bescheidenen Verhältnissen auf. Er besuchte das Troppauer Gymnasium und studierte anschließend an der juristischen Fakultät der Prager Karls-Universität. Nach dem Studium wurde er Beamter im Statistischen Landesamt in Prag und im Amt für Statistik beim Handelsministerium in Wien. 1910 habilitierte er sich zum Dozenten der Volkswirtschaftslehre an der tschechischen Technischen Hochschule in Brünn, 1911 wurde er außerordentlicher Professor und 1917 Ordinarius.
Nach der Beendigung des Ersten Weltkrieges, war er einer der Mitbegründer der Masaryk-Universität in Brünn und auch deren erster Rektor. Er liebte die Natur und Musik, war Verehrer des guten Weins und der mährischen Küche.
Der Umsturz in der Tschechoslowakei 1948 bedeutete einen Wendepunkt in seinem Leben. Engliš musste auf sein Rektoramt verzichten, 1952 wurde er aus Prag ausgewiesen, seine Werke wurden aus den Bibliotheken verbannt, die Rente wurde aberkannt. Auch nach diesen schweren Jahren verfasste er weitere, weniger bekannte Werke. Anfang der 60er Jahre hielt er einige Vorträge.
1990 wurde in Prag die Karel-Engliš-Gesellschaft errichtet. 1994 wurde unter der Schirmherrschaft der Masaryk-Universität der Karel-Engliš-Preis gestiftet, der jedes Jahr einem hervorragenden Ökonomen verliehen wird. Am 1. Juli 2001 nahm in Brünn die private Karel-Engliš-Hochschule ihre Lehrtätigkeit auf.

## Politische Tätigkeit
Der Wissenschaftler und Pädagoge war auch aktiv politisch tätig. Er war Mitglied der Mährischen Volks- und Fortschrittspartei, nach der Ausrufung der Tschechoslowakei der National-Demokratischen Partei. 1918 wurde Engliš in den Nationalausschusses in Prag gewählt und gehörte der Nationalversammlung an. 1920–1925 wurde er zweimal zum Abgeordneten gewählt. 1925 trat er aus der National-Demokratischen Partei aus und gab sein Mandat zurück. Engliš wurde Regierungsmitglied und von 1920–1921, 1925–1928, 1929–1930 Finanzminister. Er setzte sich konsequent für Politik der Stabilisierung der tschechischen Währung ein und vertrat die Interessen der Industrie und des Handels. Mit seinen Ansichten geriet er in einen heftigen Streit mit Alois Rašín, einem Verfasser eines gegenteiligen Entwurfs einer Währungstrennung und Währungsreform.

## Wissenschaftliche Tätigkeit
Engliš gilt als Begründer der teleologischen Wirtschaftsmethode. Er zeigte mit ihr damals eine neue Richtung der Wirtschaftswissenschaften auf. An der Universität zählte er zu den beliebten Professoren, war aber als Prüfer gefürchtet. Er beharrte auf Problemerkennung und deren Systematisierung. Er wurde zum bedeutendsten Wirtschaftstheoretiker in der Zwischenkriegszeit.

## Werke
Engliš war Verfasser von mehr als 200 wissenschaftlichen Arbeiten. Seine bedeutendsten waren Das Geld (Peníze), Teleologie als Form der wissenschaftlichen Erkenntnis (Teleologie jako forma vědeckého poznání) und sein Hauptwerk Grundsystem der Volkswirtschaftslehre (Soustava národního hospodářství).

### Deutschsprachige Publikationen
- Die Lehre von der Denkordnung, 1961
- Das Problem der Logik, 1960
- Der deutsche Sozialismus als Programm der sudetendeutschen Partei, 1938
- Regulierte Wirtschaft, 1936
- Teleologische Theorie der Staatswirtschaft, 1933
- Antizipation von Betriebsauslagen bei der Konstruktion ideeller Güter, 1933
- Finanzwissenschaft, 1931
- Die Steuerreform d. J. 1927 / Suppl. 1. Die Motivenberichte u. Berichte d. Budgetausschusses d. Abgeordnetenhauses u. d. Texte d. Gesetzes v. 27. Nov. 1930
- Begründung der Teleologie als Form des empirischen Erkennens, 1930
- Die Steuerreform d. J. 1927 / Bd. 1. Der Motivenbericht zur Regierungsvorlage u. d. Bericht d. Budgetausschusses d. Abgeordnetenhauses zum Gesetze, betr. die direkten Steuern, 1927
- Zeitfragen, 1927
- Handbuch der Nationalökonomie, 1927
- Grundlagen des wirtschaftlichen Denkens, 1925
- Die Steuer von Güterübertragungen und Arbeitsleistungen und die Luxussteuer, 1919
- Das Rechtsverhältnis zwischen geschiedenen Eltern und ihren Kindern, 1918
- Teleologische Theorie der Wirtschaft